# Francesco Cairo
Francesco Cairo (Santo Stefano, Milan, 26 septembre 1607 – Milan, 27 juillet 1665) est un peintre italien de la communauté post-maniériste ou pré-baroque lombarde et borroméenne des premières décennies du Seicento.

## Biographie
Francesco Cairo est baptisé par ses parents Pietro Martire « Cairolo » et Brigida dans l'église Santo Stefano in Broglio à Milan le 29 septebre 1607. Troisième de cinq enfants, il a vécu son enfance à Milan ; à partir du milieu des années 1610, son lien avec la ville italienne de Varese se fait de plus en plus profond, en raison aussi des probables origines de sa famille.
A Milan, Cairo réalise dans sa jeunesse des chefs-d'œuvre tels que le retable de Santa Teresa Borromée (aujourd'hui à la Certosa de Pavie) et Saint Onofrio  (aujourd'hui au palais Borromeo à l'Isola Bella), commandés par les Carmelitani Scalzi de Saint Charles, et le rêve d'Élie et  l'évanouissement du bienheureux Andrea Avellino, commandés par les Teatini de Saint'Antoine.
Francesco Cairo est au service de la maison de Savoie à Turin de 1633 à 1648, tout en séjournant à Rome en 1638-1639 et à Milan avant 1644.
Il subit l'influence du Morazzone, comme le montrent ses œuvres de jeunesse, Extase de Saint-André Avellin (1635), Sant'Antonio Abate à Milan et le retable de Sainte Thérèse, aujourd'hui à la chartreuse de Pavibienheuree. Il peint une série de peintures de chevalet à thème fortement religieux, comme ses versions de Salomé, d'Hérodiade et du Cristo nell'Orto.
Entre 1637 et 1638, Cairo part à Rome, où il a la possibilité d'étudier la peinture classique des artistes de l'école émilienne (Guido Reni, Domenichino), Le Guerchin, les imitateurs tardifs flamands du Caravage et les premiers baroques (Giovanni Lanfranco, Pietro da Cortona).
Il retourne ensuite en Lombardie, où il exécute quelques retables importants, comme la Madone avec les saintes Catherine de Sienne et Catherine d'Alexandrie pour la chartreuse de Pavie et le Saint Charles Boromée, qui donne la première communion à Saint Luigi Gonzaga de Casalpusterlengo.
En Piémont, entre 1646 et 1649, il peint pour la maison de Savoie la grande toile avec le Moïse sauvé des eaux et quelques retables pour Savigliano et pour l'église de S. Salvario de Turin.
Ludovico Antonio David et Pietro Scalvini firent partie de ses élèves.

## Œuvres
- Autoportrait (1630), huile sur toile, 60 × 48 cm, musée des Offices, corridor de Vasari, Florence. Acheté par Cosme III de Médicis[7].
- Extase de Saint-André Avellin (1635), chapelle S. Andrea Avellino, église Sant'Antonio Abate[8], Milan
- Herodias avec la tête de Jean-Baptiste, Galerie Sabauda (Turin)
- Retable Saint Jean-Baptiste, conservée à Aicurzio
- Portrait de Luigi Pellegrini Scaramuccia peintre et ami, pinacothèque de Brera, Milan
- Saint François en extase et Sainte Christine (1630), castello Sforzesco, Milan
- Assomption, Orta
- Saint Sébastien soigné par Irène (c.1635), musée des Beaux-Arts de Tours
- Portrait de femme au turban (vers 1630-1640), musée des Beaux-Arts de Strasbourg
- Le Mariage mystique de sainte Catherine (vers 1650), musée des Augustins, Toulouse
- Judith décapitant Holopherne, musée des beaux-arts de Dunkerque
- Herodias, Metropolitan Museum of Art, New York
- Cleopâtre, Galerie nationale d'Australie
- Vierge allaitant l'Enfant, Musée de Dinan
- David tenant la tête de Goliath, Collection Motais de Narbonne

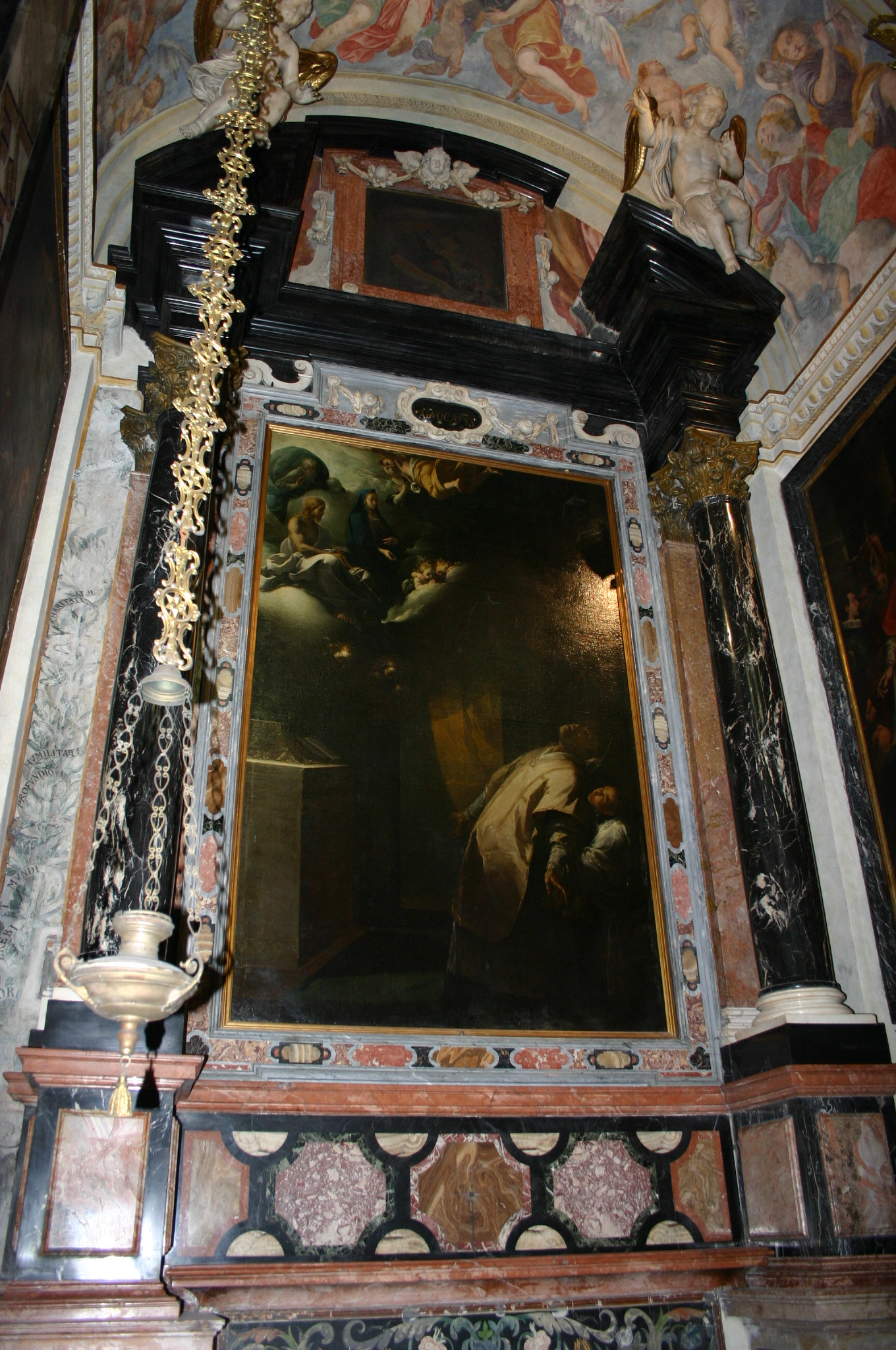
Extase de saint André Avellino (1635)
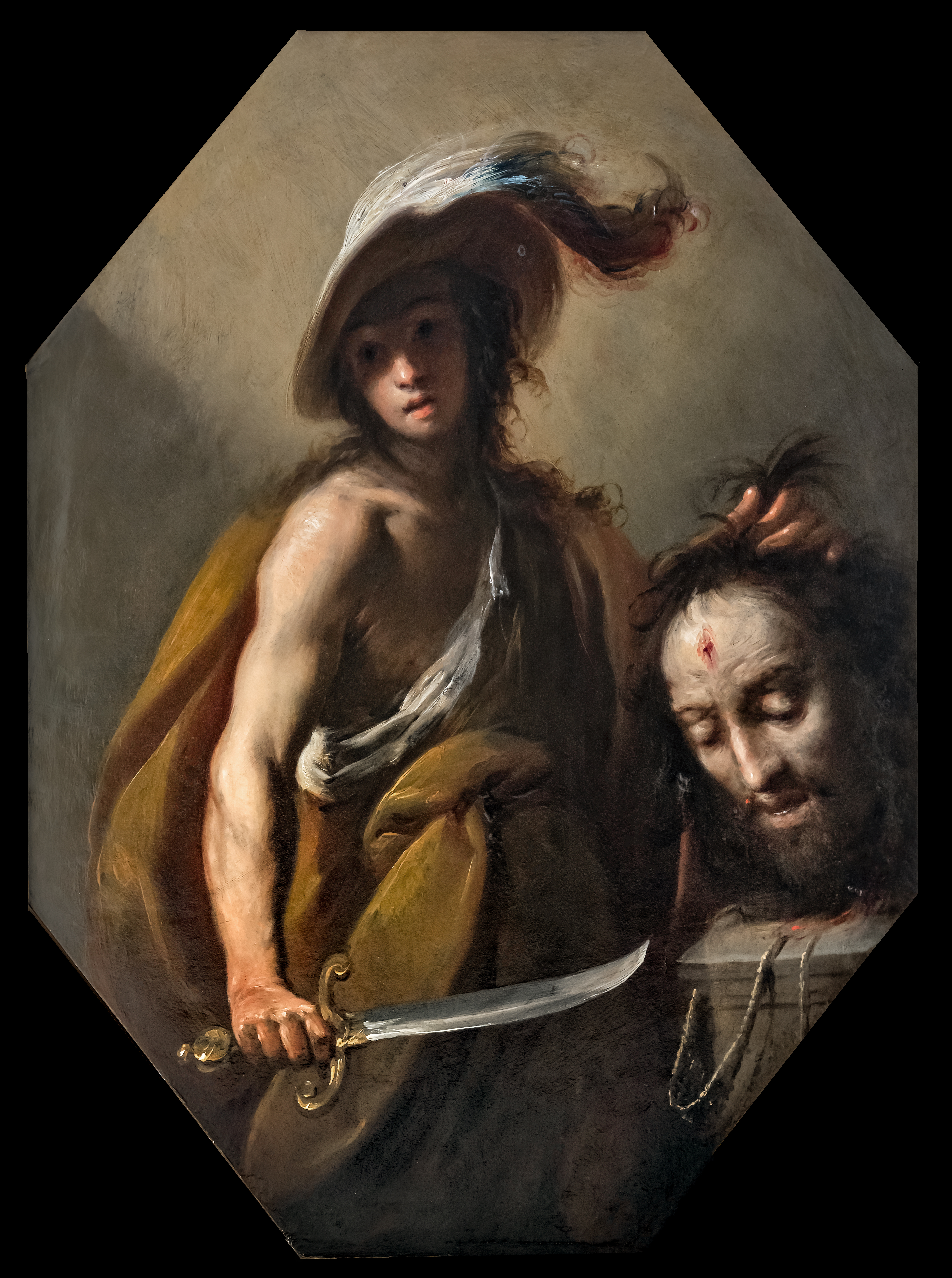
David tenant la tête de Goliath
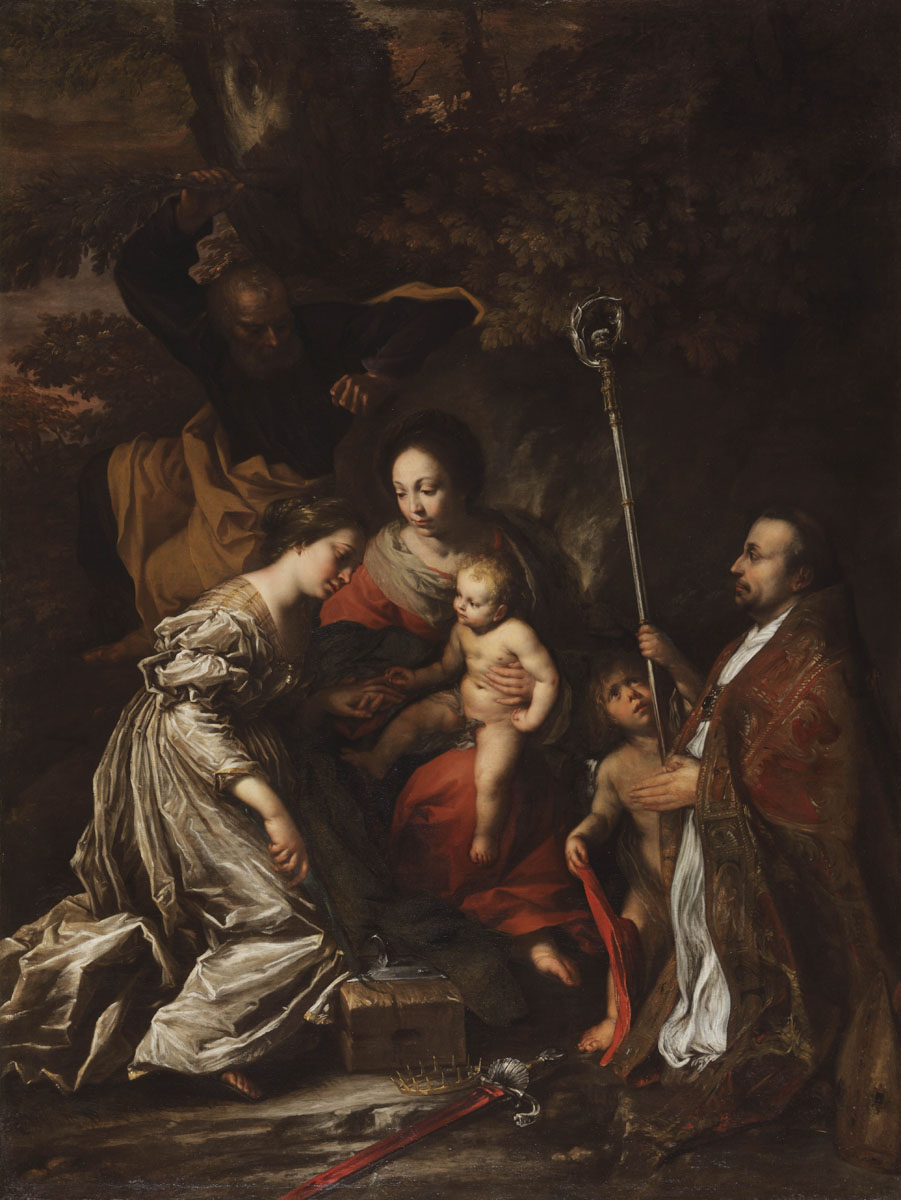
Le Mariage mystique de sainte Catherine, Musée des Augustins de Toulouse

## Sources
- (it) Cet article est partiellement ou en totalité issu de l’article de Wikipédia en italien intitulé « Francesco Cairo » (voir la liste des auteurs).